# Улица Шмидта (Мурманск)
У́лица Шми́дта — улица в Мурманске.

## География
Улица расположена в Октябрьском округе города, проходит параллельно улице Самойловой и проспекту Ленина. Нумерация домов идёт с юга на север. Большая часть зданий расположена по правую сторону улицы,  левая сторона — склон, спускающийся к железнодорожным путям.
Улица является продолжением проспекта Кирова и служит продолжением для улицы Коминтерна.
К улице Шмидта примыкают:
- Хибинский переулок;
- Театральный бульвар;
- Улица Дзержинского;
- Улица капитана Егорова;
- Улица Комсомольская;
- Улица Ленинградская.

Улицу Шмидта пересекает улица Книповича.

## История
Нынешнее название улица получила 22 июля 1925 года, до этого называлась улицей Красного флота и Красных моряков.
Улица названа в честь Петра Петровича Шмидта, который поднял восстание на крейсере «Очаков».

## Достопримечательности
- Мурманская ТЭЦ, дом 14;
- Памятник чугунной задвижке (у здания управления Мурманской ТЭЦ);
- Здание морского рыбопромышленного колледжа им. И. И. Месяцева (построено в 1933 году), дом 19/1;
- Мурманское управление по гидрометеорологии и мониторингу окружающей среды, дом 23;
- Здание управления Мурманского тралового флота, бывший Дом междурейсового отдыха моряков (построено в 1938 году), дом 43
- Мемориал рыбакам и кораблям тралового флота, погибшим в годы Великой Отечественной войны (в сквере перед зданием МТФ).

## Транспорт
Улица является важной городской магистралью, по ней разрешено движение большегрузного автотранспорта. Она берет на себя автомобильную нагрузку всего центра города, поэтому на улице в часы пик часто наблюдаются пробки.
По улице проходит большое количество маршрутов общественного транспорта:
- Автобусы № 1,5,24,29,33Р;
- Троллейбусы № 2,4.